# Петреску, Раду
Раду Петреску (рум. Radu Marian Petrescu; род. 12 ноября 1982, Бухарест, Румыния) — румынский футбольный судья. Судья ФИФА с 2012 года.

## Карьера
Раду Петреску стал обслуживать матчи в высшем дивизионе чемпионата Румынии в 2007 году. Дебют пришёлся на поединок между Миовени и Васлуем. Работал на финальных матчах суперкубка Румынии 2015, 2018 2020 годов, кубка Румынской лиги 2017 года, кубка Румынии 2019 года.
В 2012 году стал арбитром ФИФА. В сезоне 2016—2017 годов Петреску впервые отработал на матче Лиги Европы УЕФА. 4 июня 2016 года отработал свой первый матч между сборными Словакией и Северной Ирландией. Также работал на матчах Лиги наций УЕФА, квалификации чемпионата Европы 2020 года, квалификации чемпионата мира 2018 года и чемпионат мира 2022 года, а также обслуживал товарищеские матчи первых сборных.
Раду провел два матча в Лиге звезд Катара в сезоне 2015—2016 годов, а также финал Кубка Египта 2019 года.